# Avast Antivirus
Avast Antivirus（アバスト アンチウイルス）とは、Gen Digital Inc.が開発、提供するウイルス対策ソフトである。

## 概要
家庭での非営利使用であれば、ずっと無料で利用できる「Avast Free Antivirus」（アバスト無料アンチウイルス）のほか、有料版として「Avast Premium Security」（アバスト プレミアムセキュリティ）、「Avast Ultimate Suite」（アバスト アルティメットスイート）「Avast Mobile Security]（アバスト モバイルセキュリティ）などが提供されている。また、小規模企業向けに無料で利用できる「Avast Business Security Cloud」もある。
かつて、Free Antivirusは30日間の体験版として動作し、無料のユーザ登録を行えば利用期間を延長できる仕組みだったが、現在はユーザ登録不要で半永久的に無料で利用ができる。Google パックにもSpyware Doctorに代わって含まれていた時期がある。
4.8までは無料版の名称が「Avast Home Edition」、有料版が「Avast Professional Edition」であった。4.8までのProfessional Editionはバージョン5ではPro Antivirusに該当する。4.8ではWindows 95・98・Me・NT等の旧式OSまでサポートが行われていたが、5.0以降は対応OSから外された。6.0ではWindows 2000がサポート対象リストから外されているが、無料アンチウイルス、プロアンチウイルスについてはインターネットセキュリティのみ2000非対応だが2000でも利用可能であったが、7.0以降で対応OSからは外された。また5.0以降ではインターフェイスが大きく変更された。
2013年に「Avast 2014」を発表し、これ以後はバージョン表記に年を使用している。

## 対応
無料のアンチウイルスソフトウェアとして日本で先行していたAVG Anti-Virusの無償利用可能版は、非公式な日本語化ファイルを使って日本語表示にすることは可能だったが、2007年8月8日まで公式な日本語版が存在しなかった。一方、Avast Antivirusは個人のボランティア作業によるヘルプファイルを含めた日本語訳が公式に採用されたため、2004年2月27日より特別な言語ファイルを必要とせずインストール段階から完全に日本語表示されるようになった。また、2006年9月からは公式サイトにも日本語のページが開設された。
Windows向けアンチウイルスソフトウェアの中で、一般発売前の段階で対応するなどWindowsの最新版への対応が非常に速いことで知られる。
2009年12月3日に配信されたパターンファイル91203-0においてSpybot - Search & Destroyをはじめとする多数のBorland製開発環境で作られたソフトウェアをWin32:Delf-MZGまたはWin32:Zbot-MKKとして誤検出する問題が発生。同日午前5時50分にこの問題を解決したパターンファイル91203-1を配信した。

## 機能
ウイルス対策&修復 (ウイルス対策シールド)
コンピュータウイルスの手動検索やコンピュータをリアルタイムで監視し、ウイルス発見時に手動駆除を行いウイルスチェストに隔離後、ウイルスに感染したファイルを修復または削除できる。手動検査では、バージョン4.8からは、進行状況を％で表示するようになった。Professional Editionならば、検査終了後に電源を切る設定もできる。バージョン5では、ヒューリスティック機能が搭載された。
自動更新
ウイルス定義ファイルやプログラムなどを自動的に更新する機能。
ウイルスチェスト
ウイルスに感染したファイルを隔離することができ、
ウイルスを保存しても危険性はない。
ブートタイムスキャン
OSが完全に起動してウイルスが活動を開始する前にハードディスクを検査する機能。バージョン4.8からは、進行状況を％で表示するようになった。
スケジュール機能（プロアンチウイルス・インターネットセキュリティ版のみ）
設定した時間帯にウイルス検査を実行できる機能。バージョン5からは無料版でも利用する事が出来る。
セルフディフェンス
ウイルスによって常駐保護が終了されるのを防ぐ。
コマンドラインスキャナー（有償製品のみ）
スキャンを多くの引数とスイッチでコントロールできる機能。ある特定のディレクトリのファイル検査したり、ローカルとリモートボリューム両方を検査したりする。コマンドライン検査はネットワークを介してマウントされたボリュームでも稼働する。この方法はシェルスクリプトでの使用を目的としている。
スクリーンセーバー
スクリーンセーバー実行中にウイルスチェックをするように設定することができる。スクリーンセーバーは好みのものが設定できるが、進行状況を示す小さな青い画面が表示される。その画面を消すことは今のところできないが、動画を利用するスクリーンセーバー（3D飛行物体など）なら、ある程度隠すことができる。
スパム・フィッシング対策フィルタ（有償製品のみ）
バージョン5から新たに搭載された。
ファイアウォール　(アバスト！独自のもの)（有償製品のみ）
バージョン5から新たに搭載された。
サンドボックス（有償製品のみ）
指定したアプリケーションをサンドボックス内で実行する事ができる。バージョン5から新たに搭載された。これによってPCへ直接危害を及ぼさず、完全になく利された環境で実行することができる。ただし、確実に実行できるとは限らない。
バンクモード（昔のアバストでは有料）
通常のデスクトップ画面から隔離された隔離環境で、キーロガー等の心配なくブラウジングができる機能。バージョン6から新たに搭載された。主にショッピングを安全にすることを目的として作成されている。
ブラウザ・拡張機能・アバスト！オンラインセキュリティー (ウェブ評価)
ブラウザに統合され、クラウドの情報を使ってウェブサイトの評価やマルウェアの有無、フィッシング詐欺の警告などを行うプラグイン。バージョン6から新たに搭載され、バージョン9で機能が拡張された。この機能はアバスト！セキュアブラウザーでも使用できる。
リモートアシスタンス
相手方からの依頼をもとに、相手方のコンピュータにアクセスして遠隔操作できる機能。バージョン7から新たに搭載され、バージョン2015ではどこでもアクセス機能を統合した。
ストリーミングアップデート（リアルタイムアップデート）
アップデートを細かい単位で配信し、常に最新の定義情報を利用できるようにする機能。バージョン7から新たに搭載され、バージョン9で頻度と内容が改良された。
ソフトウェア更新状況
コンピュータにインストールされているソフトウェアのうち、マルウェアの標的となりやすいソフトウェアのアップデート情報を通知する機能。有償版では自動アップデートも可能。バージョン8から新たに搭載された。
ディープスクリーン
バージョン6以降の自動サンドボックスを発展させた機能で、未知のファイルを仮想環境で実行し、マルウェアが存在しないかを検査する。バージョン9から新たに搭載された。
強化モード
AVAST Software社が管理するクラウド上のホワイトリストをもとに、怪しいと判定されたファイルの実行を阻止する(標準)、安全とみなしたプログラムの実行のみを許可(アグレッシブ)し、コンピュータに不慣れなユーザーの安全性を高める機能。バージョン9から新たに搭載された。
データ抹消 (有償製品のみ)
コンピュータ上のファイル・パーティションなどのデータを復元できないように抹消する機能。バージョン8から新たに搭載された。
ブラウザ・クリーンアップ
ブラウザにインストールされることの多い、各種ツールバーやアドオンを除去できる機能。単体アプリとしても提供されている。バージョン8から新たに搭載された。
レスキューディスク
単体起動可能なCDやUSBにアバスト！のエンジンをインストールし、スキャンを実行できるようにする機能。バージョン9から新たに搭載された。日本語には未対応で、レジストリへのアクセスが可能になる。
Avast アカウント
同じユーザーにより登録された一般向けAvast製品を紐づけ、一覧管理できるようにする機能。ブラウザから利用する機能としてはバージョン8頃からあったものの、バージョン2014からはGUI上に統合され、アプリケーション内から利用できるようになった。

### 常駐保護の内容・メインシールド（重要なコンポネート）
ファイルシールド（標準シールド）
システム上で実行されているアプリケーションや操作しているデータなどを監視・保護。検出名はwin(bit数)(malwareの名称).genとなることが多い。LNK.runnerやなどの特殊な検出名もある。
メールシールド（インターネットメールシールド）
Outlook Expressなどのメールによるウイルスの監視・保護・ヒューリスティック分析。これによって、送るメールや送られてくるメールの添付ファイルをスキャンする。
ウェブシールド（Webシールド）
WebページからのHTTPトラフィックを監視してウイルスなど検知し、通信を遮断する機能。ブラウザにマルウェアコードが到達する前に検出・遮断することを目的としている。バージョン9からは、ネットワークシールド、スクリプトシールドを統合した。
挙動監視シールド
バージョン５で削除されたが復活した、アバスト！の重要なコンポネートの一部。これによってファイルシールドで検出されなかった危険なオブジェクトをブロックするが、誤検知がある。検出名はファイルシールドとは異なり、IDP:Geneic(パターン)となる。

## 削除・統合された機能

### バージョン4まで存在
Push iAVS（4.x Professional Edition のみ）
Avast Softwareからのメールによってできるだけ早くウイルス定義ファイルを更新する機能。
ウイルス修復データベース (VRDB)
あらかじめ正常な状態のシステムデータベースを作成し、ウイルスに感染しても速やかに元通りに復元することが出来るようにする機能。
スキン
Avastの公式ページ内からZIP圧縮されたファイルをダウンロードしてGUIを変えることが出来る。また、設定によりスキンを使用しないようにすることもできる。
Outlook/Exchangeシールド
Microsoft Outlook専用の保護プログラム。バージョン5ではメールシールドに統合された。

### バージョン8まで存在
IMシールド（インスタントメッセージシールド）
インスタントメッセンジャーでやりとりされるメッセージ、ファイルなどを監視・保護。バージョン9では除去された。
P2Pシールド
ファイル共有ソフトでやりとりされるファイルなどを監視・保護。バージョン9では除去された。
ネットワークシールド
コンピュータウイルスなどからコンピュータを保護する侵入検知システム。インターネットワームの攻撃から保護する。悪意のあるURLをブラックリストにより遮断する機能も備える。バージョン9ではウェブシールドに統合された。
スクリプトシールド
システム上で実行される全てのスクリプトを監視するほか、WEBブラウザ（Internet Explorer)などのWEBページの一部で実行されるスクリプトを全てスキャンする。バージョン5.xまでは有料版にのみ搭載されていたが、バージョン6.0からは無料版でも利用可能となった。バージョン9ではウェブシールドに統合された。
自動サンドボックス
怪しいと判定されたアプリケーションを自動的にサンドボックス内で実行する機能。バージョン6で新たに搭載されたが、バージョン9ではディープスクリーンへと置き換えられた。

### バージョン2015まで存在
どこでもアクセス(アバスト！プレミアのみ)
アバスト！のインストールされたコンピュータから、あらかじめ設定したコンピュータを、受け手側の操作なしで遠隔操作できる機能。バージョン8から新たに搭載された。バージョン2015.10.2.2214から削除され、リモートアシスタンス機能に統合された。

## 製品
ほかにサーバ向けのLinux版、macOS版などがある。スマートフォン等に採用されているAndroidおよびiOSにも「Avast Mobile Security」として無料で提供されている。

## 無断でユーザーデータ販売報道
2020年1月、Avast Softwareがセキュリティソフトをインストールしたユーザーのアクティビティデータを収集し、収集したデータを匿名化して子会社であるマーケティング解析企業Jumpshotを介して企業に販売していたと米メディアのMotherboardとPCMagが報じた。Motherboardの調べではGoogle、Yelp、Microsoft、マッキンゼー・アンド・カンパニー、Pepsi、Sephora、ホームデポ、Conde Nast、インテュイットなどがJumpshotの顧客であると判明している。報じられたことについてAvast側はデータ収集はオプトインでユーザーに許可を得ているとしているがMotherboardがユーザーに取材してみたところ多数のユーザーは許可した自覚はなくデータ販売がされていることについても知らなかったと答えている。また匿名化していることについて専門家はデータから個人を特定するのは簡単であると答えた。
この報道の直後、Avastは子会社Jumpshotの事業終了およびアクティビティデータ収集の終了を発表。現在は製品ポリシー等の規約類にこの種のデータの利用許諾に関する言及はなくなっている。